# Clément Kuete Nymi Bemuna
Clément Kuete Nymi Bemuna est un homme politique congolais (RDC), membre du Parti du peuple pour la reconstruction et la démocratie (PPRD).
De septembre 2019 à  avril 2021, il a occupé le poste de ministre du Portefeuille au sein du gouvernement Ilunga.

## Biographie
Nommé ministre du Portefeuille le 6 septembre 2019, Clément Kuete a succédé à Wivine Mumba Matipa. Lors de sa prise de fonction, il a souligné l'importance de la collégialité gouvernementale pour améliorer les conditions de vie des Congolais, affirmant que « chaque secteur doit imprimer un rythme déterminé pour pouvoir contribuer de manière efficace à l'amélioration du PIB ».

## Actions en tant que ministre du Portefeuille

### Réforme des entreprises publiques
Clément Kuete a initié plusieurs réformes visant à relancer les entreprises publiques et à en faire des « championnes nationales ». Il a notamment présidé l'Assemblée générale de la Gécamines en juin 2020, soulignant la nécessité de restructurer l'entreprise pour réduire le chômage et contribuer efficacement au budget de l'État.
En juillet 2020, il a appelé la nouvelle équipe des Lignes maritimes congolaises à rentabiliser le secteur, mettant à leur disposition des instruments de travail et de bonne gouvernance pour maximiser les recettes et contribuer au budget de l'État.

### Audit et gestion des entreprises
En novembre 2020, face aux protestations des travailleurs de la Société commerciale des transports et des ports (SCTP) à Matadi, Clément Kuete a diligenté une mission d'audit pour résoudre les problèmes de salaires, de spoliation du patrimoine foncier et de créances de l'État envers l'entreprise, évaluées à 400 millions USD.

### Soutien aux infrastructures
Dans le cadre du programme de 100 jours du président Félix Tshisekedi, Clément Kuete a participé à la remise officielle de nouveaux équipements à la REGIDESO en novembre 2020, visant à améliorer la desserte en eau potable à Kinshasa.

### Plan stratégique pour Congo Airways
En novembre 2020, Clément Kuete a échangé avec le directeur général de Congo Airways sur un plan stratégique visant à réduire les charges et améliorer la qualité de service de la compagnie aérienne nationale, afin de renforcer sa contribution au budget de l'État. 

## Controverses
En mars 2020, Clément Kuete a été critiqué pour avoir nommé des administrateurs à la COMINIERE sans l'aval du président de la République, du Premier ministre et du ministre des Mines. Cette décision a été perçue comme une tentative de mainmise sur l'entreprise et a suscité des accusations d'enrichissement personnel.